# Xenopeltis hainanensis
Xenopeltis hainanensis е вид змия от семейство Лъчисти змии (Xenopeltidae). Видът не е застрашен от изчезване.

## Разпространение и местообитание
Разпространен е във Виетнам и Китай (Гуандун, Гуанси, Джъдзян, Дзянси, Фудзиен, Хайнан и Хунан).
Обитава градски и гористи местности и склонове.

## Описание
Популацията на вида е стабилна.